# Teoria della nave
La teoria della nave è un insieme di nozioni di nautica principalmente riferite alla fisica della navigazione, con le quali si studiano le caratteristiche dei natanti sotto il profilo del dislocamento e dei comportamenti in acqua. Riguarda perciò la definizione delle forme geometriche dei natanti, e del comportamento in immersione (specialmente in rapporto al principio di Archimede) e navigazione, cioè la statica e la dinamica dell'imbarcazione.
Come materia di studio è inserita in corsi di vario genere, a partire da quelli di comando nautico, ed è d'ordinario distinta da discipline che studiano i caratteri strutturali e costruttivi (Scienza delle Costruzioni navali e Architettura navale). La Geometria della Nave studia le grandezze geometriche e meccaniche delle carene e le relazioni tra esse, il disegno navale, ovvero il disegno dello scafo (piano di costruzione).
Nella Statica della Nave si studiano le forze e i momenti che agiscono sulla nave e i vari equilibri di essa vista come, appunto, corpo parzialmente immerso. Nella Dinamica della Nave vengono studiate le oscillazioni trasversali e longitudinali in acqua calma e in mare ondoso, il governo della nave e si studia la resistenza al moto (argomento molto vasto) e lo studio dell'elica navale.